# Eurytemora hirundoides
Eurytemora hirundoides är en kräftdjursart som först beskrevs av Nordquist.  Eurytemora hirundoides ingår i släktet Eurytemora och familjen Temoridae. Inga underarter finns listade i Catalogue of Life.